# PUZZLE/Revive
『PUZZLE／Revive』（パズル／リバイヴ）および『Revive／PUZZLE』は、倉木麻衣の31枚目のシングル。2009年4月1日にNORTHERN MUSIC
から発売された。

## 解説
キャッチコピーは「ぶっ壊す覚悟をあげる／立ち直る強さをあげる」。
今作は「PUZZLE／Revive」と「Revive／PUZZLE」の2タイトルがあり、ジャケットや封入特典が異なる。また、それぞれ初回限定盤、通常盤の2形態でリリースされ、合計2タイトル4形態でのリリースとなった。
当初は4月15日にリリースの予定だったが、「Revive」が1月19日よりアニメ『名探偵コナン』のオープニングテーマにタイアップオンエアされたことなどによって、2週間前倒しでリリースされることとなった。
2009年9月9日に発売された10周年記念ベストアルバム『ALL MY BEST』には、「PUZZLE」のみが収録された。一方の「Revive」は2010年11月17日発売のオリジナルアルバム『FUTURE KISS』と2014年11月12日に発売された15周年記念ベストアルバム『MAI KURAKI BEST 151A -LOVE & HOPE-』に収録された。

## 特典
- 『PUZZLE／Revive』は、初回限定盤・通常盤共通特典としてモバイルゲーム用QRコード付の「名探偵コナン」カードAが、さらに初回限定盤のみの特典として、パタパタ PHOTO パズルAが封入。
- 『Revive／PUZZLE』は、初回限定盤・通常盤共通特典としてモバイルゲーム用QRコード付の「名探偵コナン」カードBが、さらに初回限定盤のみの特典として、パタパタ PHOTO パズルBが封入。

## イベント
発売を記念して「Mai Kuraki 10th Anniversary EVENT 〜PUZZLE〜」が開催され、参加者に本人から『10th Anniversary Patch（ワッペン）』が手渡された。
- 4月1日　東京ドームシティ ラクーアガーデンステージ
- 4月2日　阪急西宮ガーデンズ4F スカイガーデン
- 4月4日　大阪 千里中央セルシー広場
- 4月5日　イオンレイクタウンMORI

## 収録曲

### 初回盤：「PUZZLE／Revive」
1. PUZZLE (3:58)
  - 作詞：倉木麻衣 / 作曲：望月由絵 & 平賀貴大 / 編曲：小澤正澄

劇場版『名探偵コナン 漆黒の追跡者』主題歌
ドアを開く音やサイレンなどのサンプリングを用いた攻撃的なダンスナンバー。イントロと1番と2番の間の間奏では倉木本人によるラップを取り入れている(なお大サビ前の間奏のラップにはYoungLifeによる)。このCDを含めた全ての歌詞カードにはこのラップの歌詞の記載はないが、漆黒の追跡者のエンディングはここの部分の歌詞もテロップが表示されている。
2. Revive (4:42)
  - 作詞：倉木麻衣 / 作曲：大野愛果 / 編曲：Miguel Sá Pessoa

よみうりテレビ系テレビアニメ『名探偵コナン』オープニングテーマ
スパニッシュギターやポルトガル語のコーラスを取り入れたラテンナンバー。
3. The ROSE 〜melody in the sky〜 "Live Rehearsal Session" (2:40)
4. PUZZLE -instrumental-
5. Revive -instrumental-

### 通常盤：「PUZZLE／Revive」
1. PUZZLE
2. Revive
3. PUZZLE -instrumental-
4. Revive -instrumental-

### 初回盤：「Revive／PUZZLE」
1. Revive
2. PUZZLE
3. The ROSE 〜melody in the sky〜 "Live Rehearsal Session"
4. Revive -instrumental-
5. PUZZLE -instrumental-

### 通常盤：「Revive／PUZZLE」
1. Revive
2. PUZZLE
3. Revive -instrumental-
4. PUZZLE -instrumental-

## 収録アルバム
PUZZLE
- ALL MY BEST
- THE BEST OF DETECTIVE CONAN 4 〜名探偵コナン テーマ曲集4〜
- 劇場版 名探偵コナン 主題歌集 〜“20”All Songs〜
- 倉木麻衣×名探偵コナン COLLABORATION BEST 21 -真実はいつも歌にある!-
- Mai Kuraki Single Collection 〜Chance for you〜

Revive
- FUTURE KISS
- THE BEST OF DETECTIVE CONAN 4 〜名探偵コナン テーマ曲集4〜
- MAI KURAKI BEST 151A -LOVE & HOPE-
- 倉木麻衣×名探偵コナン COLLABORATION BEST 21 -真実はいつも歌にある！-
- Mai Kuraki Single Collection 〜Chance for you〜

## 参加ミュージシャン
- 倉木麻衣：Vocal (#1〜3)

サポートミュージシャン
- 平賀貴大：Additional Track (#1,4)
- 浜崎裕司：Guitars (#1,2,4,5)
- 有永浩二：Guitars (#3)
- Young Life：Rap (#1)
- バロン・ブラウン：Bass (#2,5)
- ペリー・ゲイヤー：Computer Manipulations (#2,5)
- ミゲル・サ・ペソア：Keyboards & Percussion、Vocal FX (#2,5)

| テレビアニメ『名探偵コナン』オープニングテーマ 2009年1月19日 - 2009年3月23日 |                     |                                    |
| 前作: Naifu 『Mysterious』                                                   | 倉木麻衣 『Revive』 | 次作: BREAKERZ 『Everlasting Luv』 |

| 通番   | 題名                   | 公開日        | 監督                                  | 脚本     | 音楽     | 主題歌                         | 歌手                | ゲスト声優                     | 興行収入  | 観客動員数 | 配給収入 | 漫画化 | 小説化 |
| ------ | ---------------------- | ------------- | ------------------------------------- | -------- | -------- | ------------------------------ | ------------------- | ------------------------------ | --------- | ---------- | -------- | ------ | ------ |
| 第1作  | 時計じかけの摩天楼     | 1997年4月19日 | こだま兼嗣                            | 古内一成 | 大野克夫 | Happy Birthday                 | 杏子                | 2丁拳銃                        | 11億円    | 100万人    | 6.1億円  | 済     | 未     |
| 第2作  | 14番目の標的           | 1998年4月18日 | こだま兼嗣                            | 古内一成 | 大野克夫 | 少女の頃に戻ったみたいに       | ZARD                | 海原やすよ ともこ              | 18.5億円  | 161万人    | 10.5億円 | 未     | 未     |
| 第3作  | 世紀末の魔術師         | 1999年4月17日 | こだま兼嗣                            | 古内一成 | 大野克夫 | ONE                            | B'z                 | -                              | 26億円    | 216万人    | 14.5億円 | 済     | 済     |
| 第4作  | 瞳の中の暗殺者         | 2000年4月22日 | こだま兼嗣                            | 古内一成 | 大野克夫 | あなたがいるから               | 小松未歩            | -                              | 25億円    | 213万人    | -        | 未     | 済     |
| 第5作  | 天国へのカウントダウン | 2001年4月21日 | こだま兼嗣                            | 古内一成 | 大野克夫 | always                         | 倉木麻衣            | -                              | 29億円    | 247万人    | -        | 済     | 済     |
| 第6作  | ベイカー街の亡霊       | 2002年4月20日 | こだま兼嗣                            | 野沢尚   | 大野克夫 | Everlasting                    | B'z                 | -                              | 34億円    | 294万人    | -        | 未     | 未     |
| 第7作  | 迷宮の十字路           | 2003年4月19日 | こだま兼嗣                            | 古内一成 | 大野克夫 | Time after time 〜花舞う街で〜 | 倉木麻衣            | -                              | 32億円    | 273万人    | -        | 済     | 済     |
| 第8作  | 銀翼の奇術師           | 2004年4月17日 | 山本泰一郎                            | 古内一成 | 大野克夫 | Dream×Dream                    | 愛内里菜            | -                              | 28億円    | 242万人    | -        | 済     | 済     |
| 第9作  | 水平線上の陰謀         | 2005年4月9日  | 山本泰一郎                            | 古内一成 | 大野克夫 | 夏を待つセイル（帆）のように   | ZARD                | -                              | 21.5億円  | 185万人    | -        | 未     | 済     |
| 第10作 | 探偵たちの鎮魂歌       | 2006年4月15日 | 山本泰一郎                            | 柏原寛司 | 大野克夫 | ゆるぎないものひとつ           | B'z                 | -                              | 30.3億円  | 255万人    | -        | 未     | 済     |
| 第11作 | 紺碧の棺               | 2007年4月21日 | 山本泰一郎                            | 柏原寛司 | 大野克夫 | 七つの海を渡る風のように       | 愛内里菜 &三枝夕夏  | -                              | 25.3億円  | 214万人    | -        | 未     | 済     |
| 第12作 | 戦慄の楽譜             | 2008年4月19日 | 山本泰一郎                            | 古内一成 | 大野克夫 | 翼を広げて                     | ZARD                | 山里亮太 坂下千里子 西尾由佳理 | 24.2億円  | 204万人    | -        | 未     | 済     |
| 第13作 | 漆黒の追跡者           | 2009年4月18日 | 山本泰一郎                            | 古内一成 | 大野克夫 | PUZZLE                         | 倉木麻衣            | DAIGO                          | 35億円    | 298万人    | -        | 済     | 済     |
| 第14作 | 天空の難破船           | 2010年4月17日 | 山本泰一郎                            | 古内一成 | 大野克夫 | Over Drive                     | GARNET CROW         | 大橋のぞみ 優木まおみ          | 32億円    | 272万人    | -        | 済     | 済     |
| 第15作 | 沈黙の15分             | 2011年4月16日 | 山本泰一郎（総監督） 静野孔文（監督） | 古内一成 | 大野克夫 | Don't Wanna Lie                | B'z                 | 渡部陽一 宮根誠司              | 31.5億円  | 267万人    | -        | 済     | 済     |
| 第16作 | 11人目のストライカー   | 2012年4月14日 | 山本泰一郎（総監督） 静野孔文（監督） | 古内一成 | 大野克夫 | ハルウタ                       | いきものがかり      | 桐谷美玲                       | 32.9億円  | 277万人    | -        | 未     | 済     |
| 第17作 | 絶海の探偵             | 2013年4月20日 | 静野孔文                              | 櫻井武晴 | 大野克夫 | ワンモアタイム                 | 斉藤和義            | 柴咲コウ                       | 36.3億円  | 302万人    | -        | 済     | 済     |
| 第18作 | 異次元の狙撃手         | 2014年4月19日 | 静野孔文                              | 古内一成 | 大野克夫 | ラブサーチライト               | 柴咲コウ            | 福士蒼汰 パトリック・ハーラン  | 41.1億円  | 334万人    | -        | 済     | 済     |
| 第19作 | 業火の向日葵           | 2015年4月18日 | 静野孔文                              | 櫻井武晴 | 大野克夫 | オー!リバル                    | ポルノ グラフィティ | 榮倉奈々 知英                  | 44.8億円  | 359万人    | -        | 済     | 済     |
| 第20作 | 純黒の悪夢             | 2016年4月16日 | 静野孔文                              | 櫻井武晴 | 大野克夫 | 世界はあなたの色になる         | B'z                 | 天海祐希                       | 63.3億円  | 495万人    | -        | 済     | 済     |
| 第21作 | から紅の恋歌           | 2017年4月15日 | 静野孔文                              | 大倉崇裕 | 大野克夫 | 渡月橋 〜君 想ふ〜             | 倉木麻衣            | 吉岡里帆 宮川大輔              | 68.9億円  | 537万人    | -        | 済     | 済     |
| 第22作 | ゼロの執行人           | 2018年4月13日 | 立川譲                                | 櫻井武晴 | 大野克夫 | 零 -ZERO-                      | 福山雅治            | 上戸彩 博多大吉 諸國沙代子     | 91.8億円  | 687万人    | -        | 済     | 済     |
| 第23作 | 紺青の拳               | 2019年4月12日 | 永岡智佳                              | 大倉崇裕 | 大野克夫 | BLUE SAPPHIRE                  | HIROOMI TOSAKA      | 山崎育三郎 河北麻友子          | 93.7億円  | 722万人    | -        | 済     | 済     |
| 第24作 | 緋色の弾丸             | 2021年4月16日 | 永岡智佳                              | 櫻井武晴 | 大野克夫 | 永遠の不在証明                 | 東京事変            | 浜辺美波                       | 76.5億円  | 538万人    | -        | 済     | 済     |
| 第25作 | ハロウィンの花嫁       | 2022年4月15日 | 満仲勧                                | 大倉崇裕 | 菅野祐悟 | クロノスタシス                 | BUMP OF CHICKEN     | 白石麻衣                       | 97.8億円  | 699万人    | -        | 済     | 済     |
| 第26作 | 黒鉄の魚影             | 2023年4月14日 | 立川譲                                | 櫻井武晴 | 菅野祐悟 | 美しい鰭                       | スピッツ            | 沢村一樹                       | 138.8億円 | 978万人    | -        | 済     | 済     |
| 第27作 | 100万ドルの五稜星      | 2024年4月12日 | 永岡智佳                              | 大倉崇裕 | 菅野祐悟 | 相思相愛                       | aiko                | 大泉洋                         | 158.0億円 | 1101万人   | -        | 済     | 済     |
| 第28作 | 隻眼の残像             | 2025年4月18日 | 重原克也                              | 櫻井武晴 | 菅野祐悟 | TWILIGHT!!!                    | King Gnu            | 山田孝之 山下美月              |           |            | -        | 未     | 済     |

| 通番  | 題名                                    | 公開日        | 脚本     | 主題歌 | 歌手  | 興行収入 | 観客動員数 |
| ----- | --------------------------------------- | ------------- | -------- | ------ | ----- | -------- | ---------- |
| 第1作 | 緋色の不在証明                          | 2021年2月11日 | 宮下隼一 | -      | -     | 12.4億円 |            |
| 第2作 | 灰原哀物語 〜黒鉄のミステリートレイン〜 | 2023年1月6日  | 宮下隼一 | -      | -     | 7.3億円  |            |
| 第3作 | 名探偵コナン vs. 怪盗キッド             | 2024年1月5日  | 宮下隼一 | 大胆   | WANDS |          |            |

| 通番  | 題名                               | 公開日        | 監督   | 脚本   | 主題歌 | 歌手 | 興行収入 | 観客動員数 |
| ----- | ---------------------------------- | ------------- | ------ | ------ | ------ | ---- | -------- | ---------- |
| 第1作 | ルパン三世VS名探偵コナン THE MOVIE | 2013年12月7日 | 亀垣一 | 前川淳 |        |      | 42.6億円 | 308万人    |